# スーフィー・ロック
スーフィー・ロック（Sufi rock）またはスーフィー・フォークロック（Sufi folk rock）は、ロックと古典的なイスラム・スーフィー音楽の伝統を組み合わせたロック音楽のサブジャンル。1990年代初頭に出現し、1990年代後半にパキスタンとトルコで広く普及した。「スーフィー・ロック」という用語は、作家のナディーム・F・パラチャが1993年にパキスタンのバンド、ジュヌーンを定義するために造語したもので、ジュヌーンは従来のロック音楽とスーフィー民族音楽、そしてそのイメージを融合するプロセスの先駆者であった。

## 略歴
それは主に、ルーミー、ハーフェズ、シャー・アブドゥル・ラティフ・ビッタイ、ブレ・シャー、ワリス・シャー、さらにはカビールなどの有名なスーフィー詩人の詩に基づいており、主としてウルドゥー語、パシュトー語、パンジャーブ語、シンド語、ペルシア語、トルコ語などの言語で歌われている。

## 参考
- インドの文化